# Heminothrus bistriatus
Heminothrus bistriatus är en kvalsterart som först beskrevs av Chakrabarti och Durga Charan Mondal 1978.  Heminothrus bistriatus ingår i släktet Heminothrus och familjen Camisiidae. Inga underarter finns listade i Catalogue of Life.